# Margot Linsert

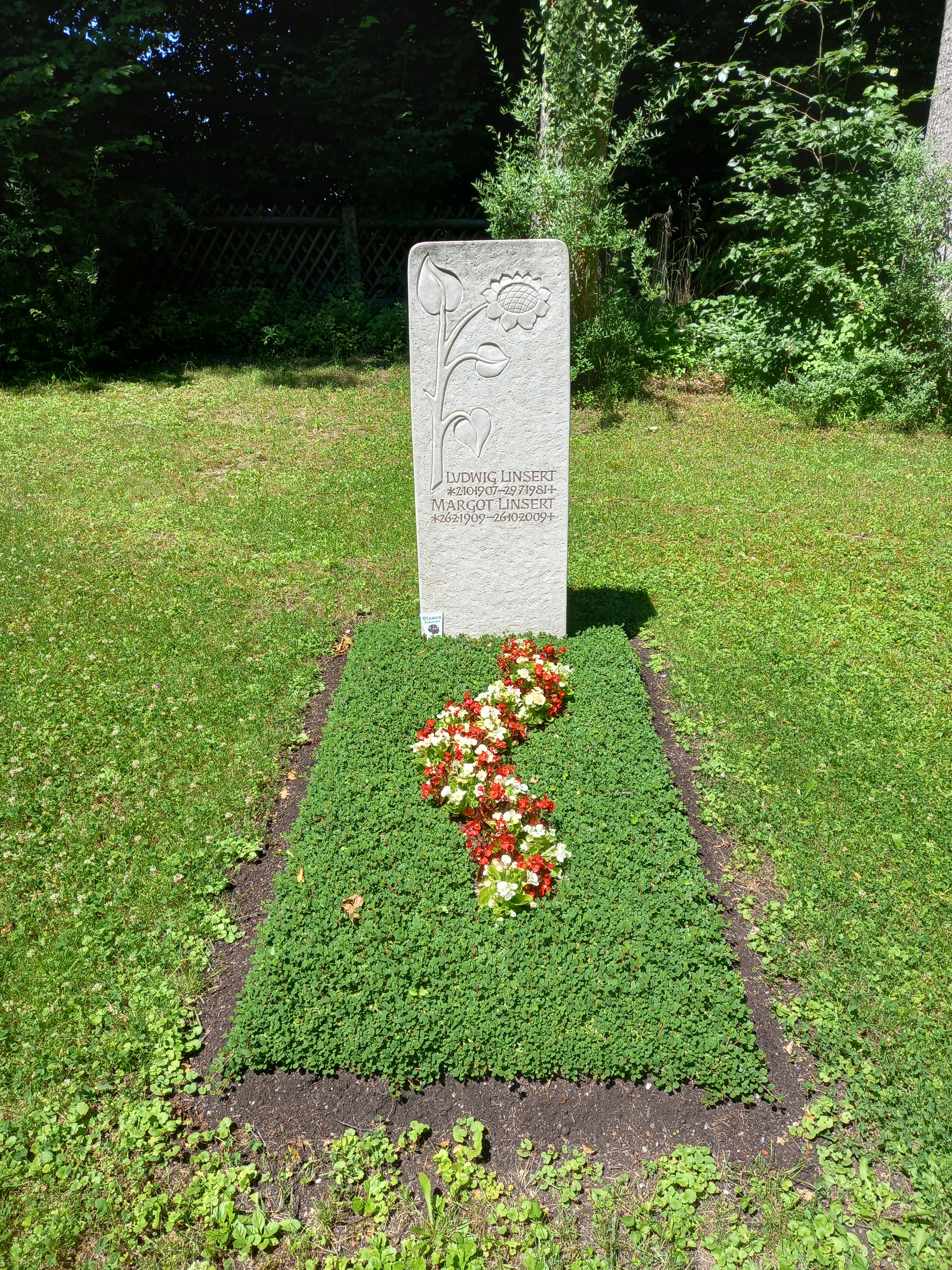
Das Grab von Margot Linsert und ihrem Ehemann Ludwig auf dem Waldfriedhof Solln in München

Margot Linsert (geb. Scheffter; * 26. Februar 1909 in Berlin; † 26. Oktober 2009 in München) war eine Widerstandskämpferin gegen den Nationalsozialismus und Mitglied des Internationalen Sozialistischen Kampfbunds (ISK).

## Leben und politische Arbeit
Margot Linsert wuchs in einer politischen Arbeiterfamilie in Berlin auf, beide Eltern waren Mitglieder der USPD. Obwohl sie Klassenbeste war, durfte sie keine weiterführende Schule besuchen. Nach ihrem Schulabschluss 1923 übte sie verschiedene Tätigkeiten aus, aufgrund der hohen Arbeitslosigkeit keine davon über längere Zeit.
Sie trat dem Internationalen Sozialistischen Kampfbund (ISK) früh bei, vermutlich schon bei seiner Gründung 1925.
1930 ging sie nach München, um für den dortigen ISK Jugendgruppen aufzubauen. Darüber lernte sie Ludwig Linsert kennen, mit dem sie 1933 ein Lebensmittelgeschäft in der Fürstenriederstraße 46 im Münchner Stadtteil Laim übernahm. 1934 heirateten Margot Scheffter und Ludwig Linsert.
Das Lebensmittelgeschäft Linsert entwickelte sich zu einer zentralen Anlaufstelle des Münchner ISK und diente als Durchreisestation für ISK-Mitglieder aus anderen Städten.

„Unser Laden war auch eine Art Anlaufstelle für ISK-Mitglieder aus dem Norden, die fliehen mussten. Wir hatten ein bestimmtes Zeichen vereinbart. Also, wenn einer in den Laden kam und einen Hutzucker, der ja nicht mehr üblich war, den hat man früher zum Einmachen gebraucht, wenn einer also einen Hutzucker verlangte, dann wussten wir, das ist einer von uns, dem müssen wir jetzt weiterhelfen.“

Außerdem druckten und verteilten die Linserts Flugblätter. 1938 flog die Gruppe auf, Ludwig Linsert wurde verhaftet.

„Am 20. Juli, in der Früh um fünf läutete die Glocke, und da standen zwei riesige SS-Leute vor der Tür, schwarz gekleidet, in Leder, wie es sich gehört, dass man sie gleich erkennt. Mein Mann muss mitkommen. Also, raus aus dem Bett, unsere Tochter hat geschrien, die war natürlich aufgewacht. Und dann haben sie ihn mitgenommen.“

Die Tochter war zu dem Zeitpunkt 10 Monate alt. Ludwig Linsert wurde zu einer Zuchthausstrafe verurteilt, wie auch Ludwig Koch, ein Mitstreiter und Freund des Ehepaars. Die Frauen unterstützten sich und brachten die Kinder durch, während die Männer in Haft waren. Ludwig Linsert kam 1940 wieder frei, wurde 1943 in der Strafdivision 999 eingesetzt und kehrte 1947 aus der Kriegsgefangenschaft zurück.
Nach dem Krieg war Margot Linsert Mitglied des DGB und der SPD.
Im Jahr 2000 erschien ein Interview mit ihr im Film Ludwig Koch – Der mutige Weg eines politischen Menschen von Katrin Seybold.

## Auszeichnungen
Zu ihrem 95. Geburtstag erhielt sie von der SPD München die Willy-Brandt-Medaille.